# 特里波尔
特里波尔（法語：Trilport，發音：[tʁilpɔʁ] ⓘ），法国中北部城市，法兰西岛大区塞纳-马恩省的一个市镇，隶属于莫城区，其市镇面积为10.97平方公里，2022年1月1日时人口数量为5,107人，在法国市镇中排名第2,188位（2022年）。
特里波尔位于塞纳-马恩省北部，马恩河左岸，巴黎—斯特拉斯堡铁路和特里波尔—巴佐什铁路在此交汇。

## 地名来源

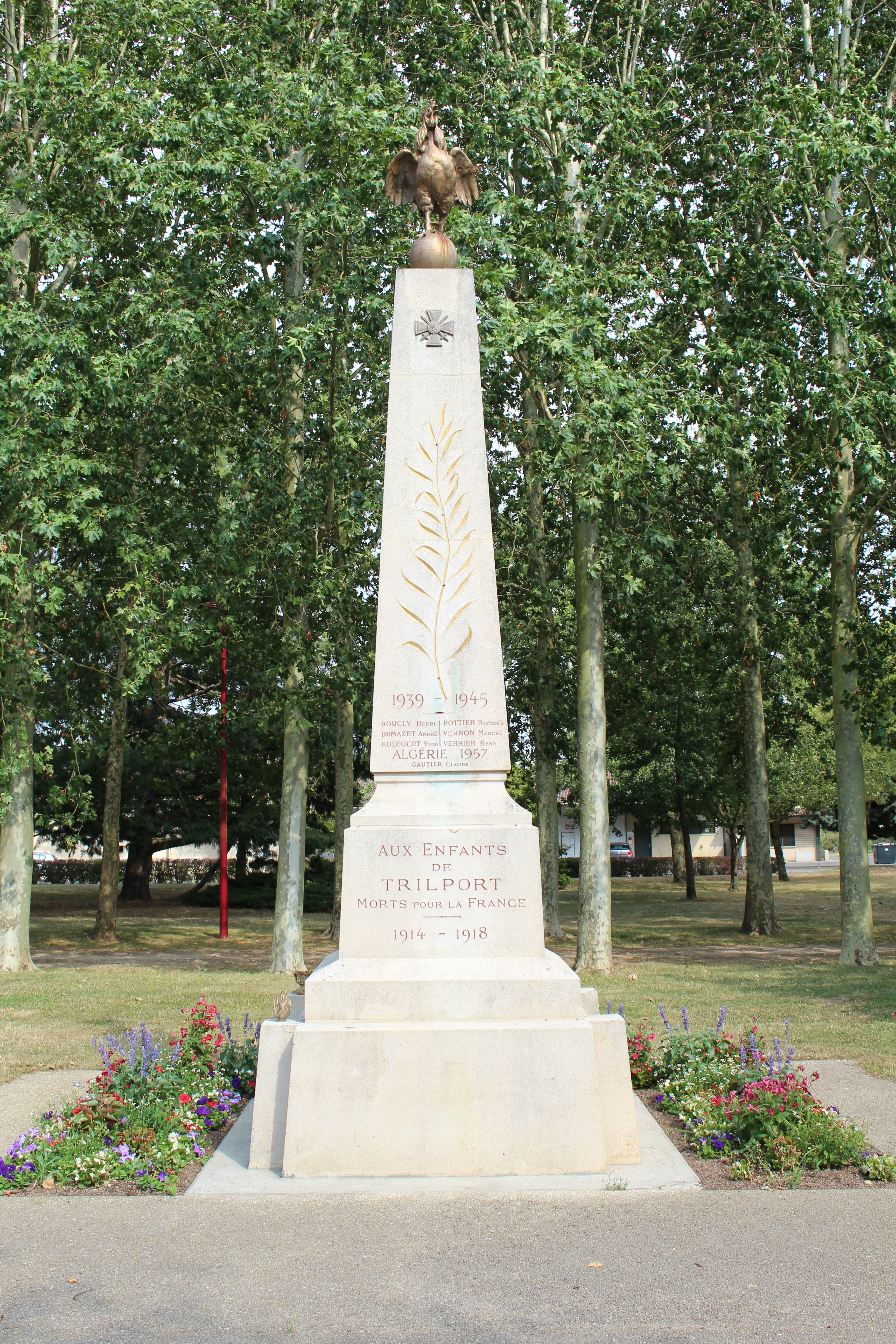
烈士纪念碑

根据当地官方网站的论述，“Trilport”一名最初于1221年以“Tria Portus”的形式被记载，意为“三个港口”。

## 历史
特里波尔的早期历史尚不清楚。根据当地官方网站的论述，特里波尔地区早在距今三千年的新石器时代就已出现人类活动，彼时该地马恩河上的一处浅滩被利用成为过河通道。中世纪时，特里波尔长期为一处普通农业聚落，该地曾在厄德一世的一份手记中被提及。十八世纪后，特里波尔因交通运输的发展而有所扩张。横跨马恩河的石质桥梁于1765年9月15日建成。法国大革命后，特里波尔成为塞纳-马恩省的一个市镇。1814年2月9日，为抗击反法同盟的侵略，特里波尔大桥在艾蒂安·麦克唐纳元帅的要求下被炸毁。工业革命期间，新的特里波尔大桥建成，途经特里波尔的巴黎—斯特拉斯堡铁路和特里波尔—巴佐什铁路亦相继建成通车。一战期间，特里波尔大桥曾再次遭到破坏。战争结束后，马恩河特里波尔段的部分区域曾被开发为“巴黎海滩”，后因河流污染而被关闭。自二十世纪中后期以来，得益于巴黎及莫城的城市扩张以及通勤列车的开行，特里波尔人口数量逐年增加。

## 地理

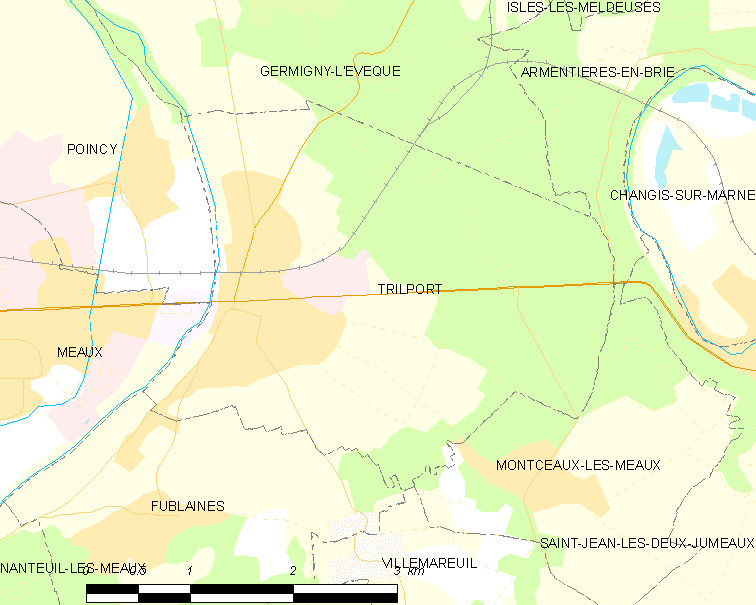
特里波尔市镇范围地图

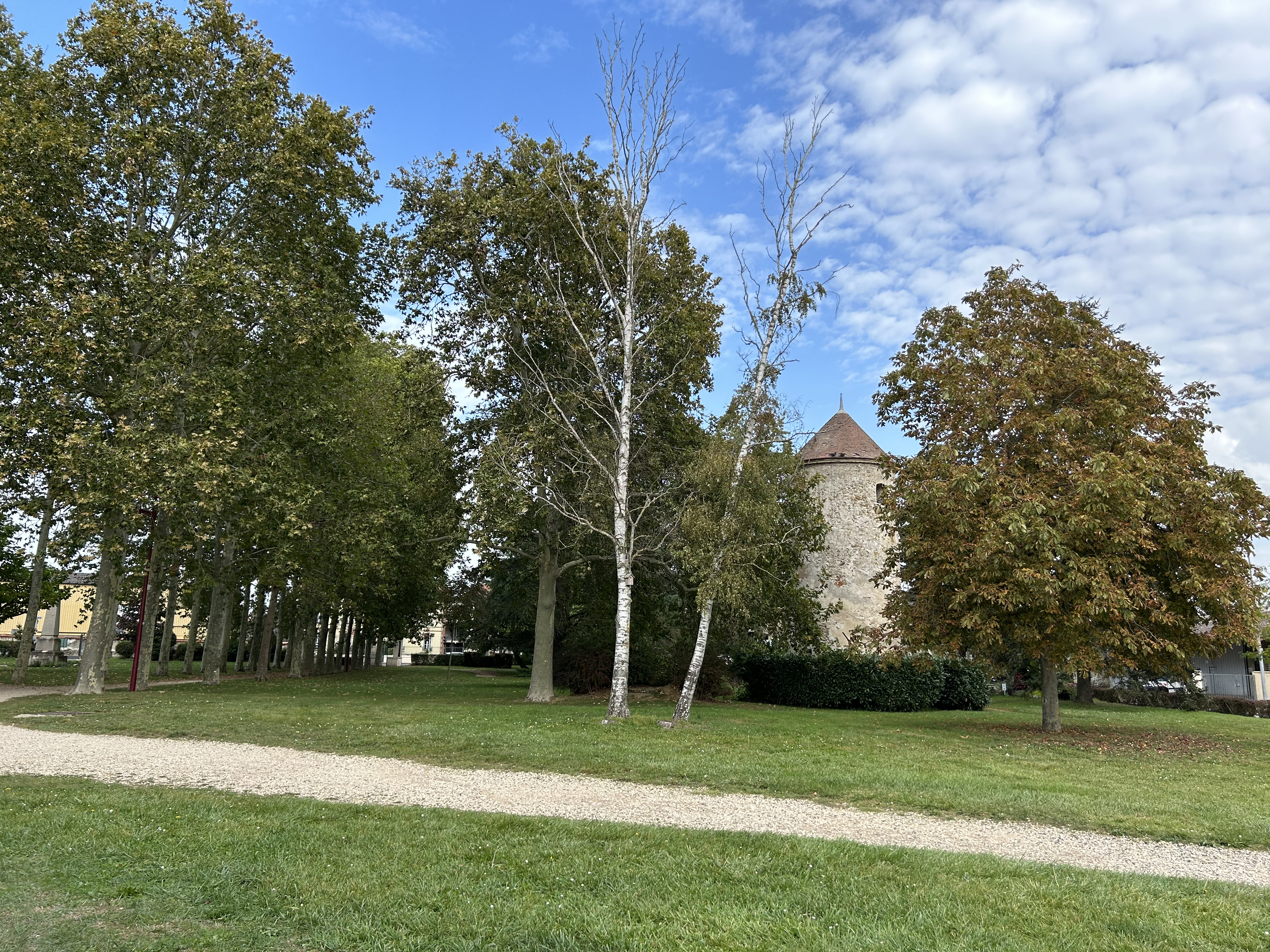
旧城堡公园

特里波尔位于法国中北部，法兰西岛大区东北部和塞纳-马恩省北部，距离省会默伦大约60公里。与特里波尔接壤的市镇包括：布里地区阿尔芒蒂耶尔、菲布莱讷、热尔米尼莱韦克、莫城、蒙索莱莫、潘西和维勒马勒伊。

### 地形
特里波尔位于布里地区北部腹地，境内以缓丘和平地为主，市镇中心地势较为平坦，整体自马恩河向左岸外侧逐渐抬升，全境海拔在41到141米之间。

### 水文
马恩河干流自北向南蜿蜒流经特里波尔市镇西侧。

### 植被
特里波尔属于温带阔叶混交林区，林地多分布于河流附近及坡地地带，市中心的旧城堡公园（Parc du Château Ancien）是当地的一处城市绿地，市镇范围东部为蒙索领地森林（Forêt Domaniale de Montceaux）。
在鲜花城市的评比中，特里波尔被评为2星级鲜花城市。

### 自然灾害
特里波尔的地震危险度等级为1级，属于极低危险；氡辐射等级为1级，属于低危险。1982至2025年5月间，特里波尔境内共发生10次有记录的自然灾害，其中7次洪涝，1次干旱。

### 气候
特里波尔在柯本气候分类法中属于温带海洋性气候（Cfb）。

## 行政区划
特里波尔的市镇编号为77475，邮政编号为77470。
在行政管理方面，特里波尔隶属于法国法兰西岛大区塞纳-马恩省莫城区；在地方选举方面，特里波尔隶属于拉费泰苏茹阿尔县，其市镇范围全境被划入塞纳-马恩省第六选区；在社会管理方面，特里波尔是莫城地区城市圈公共社区的组成部分。
截至2025年6月，特里波尔市镇范围内暂无任何安全优先街区及城市政策优先街区。
法国国家统计与经济研究所（简称“INSEE”）在进行数据统计时，将特里波尔及相邻的另外6个市镇设为莫城城市核心区，并将包括利纳斯在内的周边共1,926个市镇划为巴黎城市辐射区。此外，INSEE还将特里波尔市镇整体看作一个“块区”（IRIS），以便于统计人口分布情况。

## 交通

### 公路
塞纳-马恩省省道D17线、D19线、D33线、D97线和D603线在特里波尔境内交汇。
2021年，83.4%的特里波尔家庭拥有至少一辆私人汽车。2021年，特里波尔境内共发生各类交通事故1起，造成2人受伤。
| 18 | 7 |

| 默倫 | 62 |

| 莫城 | 5.5 |

| 拉费泰苏茹阿尔 | 15 |

### 铁路
特里波尔位于特里波尔站上。特里波尔站位于特里波尔镇中心北侧，该站停靠法兰西岛大区列车P线。

### 航空
特里波尔距离巴黎戴高乐机场的普通公路里程大约34公里。

### 城市公共交通
法兰西岛大区列车P线和多条公交线路经过特里波尔境内。
| 途经特里波尔境内的主要公共交通线路 | 途经特里波尔境内的主要公共交通线路 | 途经特里波尔境内的主要公共交通线路        | 途经特里波尔境内的主要公共交通线路                            |
| 站点                               | 类型                               | 经纬度                                    | 主要停靠线路                                                  |
| ---------------------------------- | ---------------------------------- | ----------------------------------------- | ------------------------------------------------------------- |

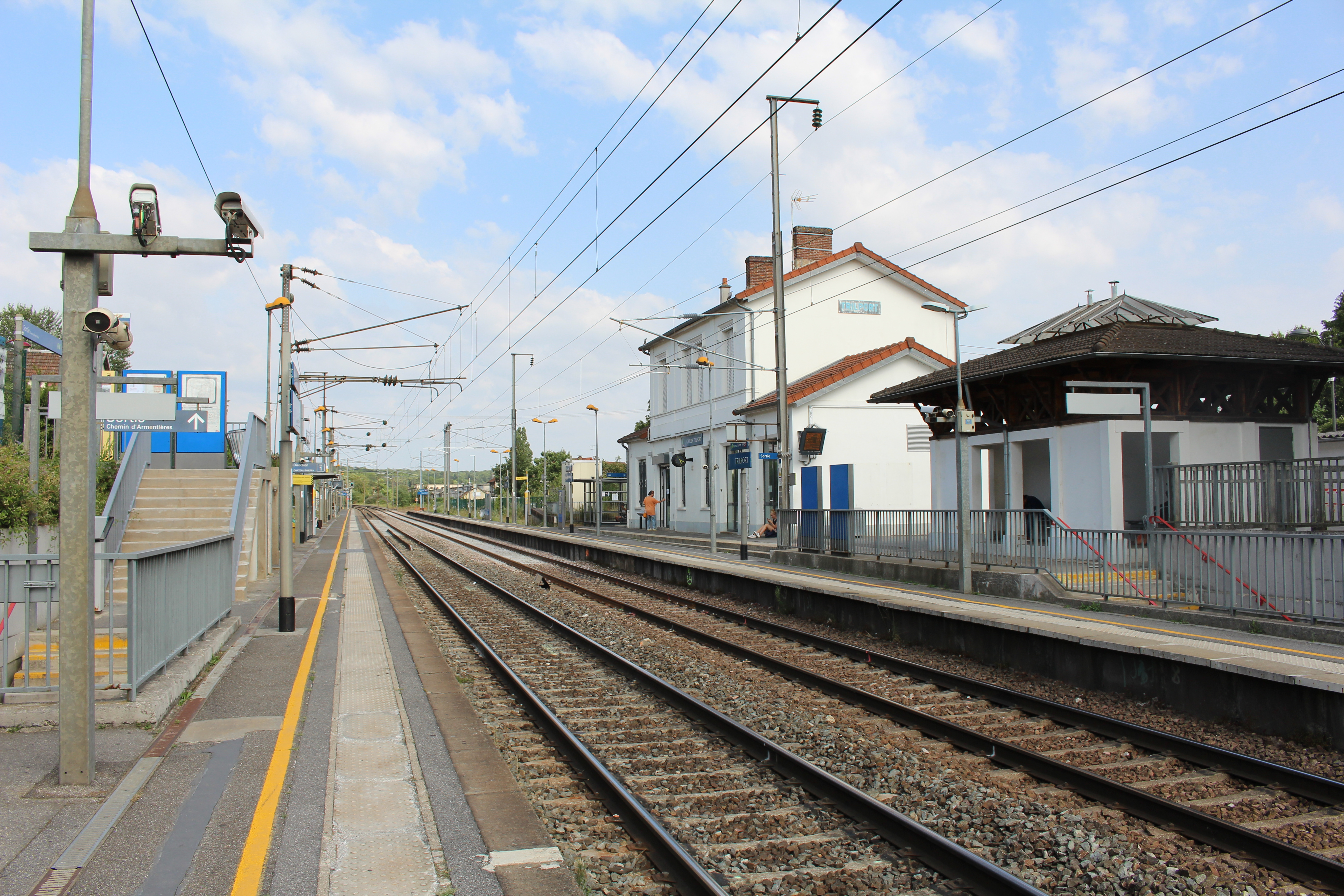
特里波尔火车站的站台

| 特里波尔站 Gare de Trilport        | 城铁站                             | 48°57′37″N 2°56′57″E / 48.9602°N 2.9491°E | [T] · [P]                                                     |
| 特里波尔站 Gare de Trilport        | 公交车站                           | 48°57′39″N 2°56′54″E / 48.9608°N 2.9484°E | 莫城-乌尔克公交路网 J Js （注：此站自南向北单向停靠）         |
| 市政府 Mairie                      | 公交车站                           | 48°57′31″N 2°56′50″E / 48.9586°N 2.9473°E | 莫城-乌尔克公交路网 J Js M Ms Qs （注：此站自北向南单向停靠） |
| 教堂 Église                        | 公交车站                           | 48°57′28″N 2°56′47″E / 48.9577°N 2.9463°E | 莫城-乌尔克公交路网 J Js M Ms Qs 布里-2莫兰公交路网 56 56s    |
| 1. 2.                              |                                    |                                           |                                                               |

## 政治

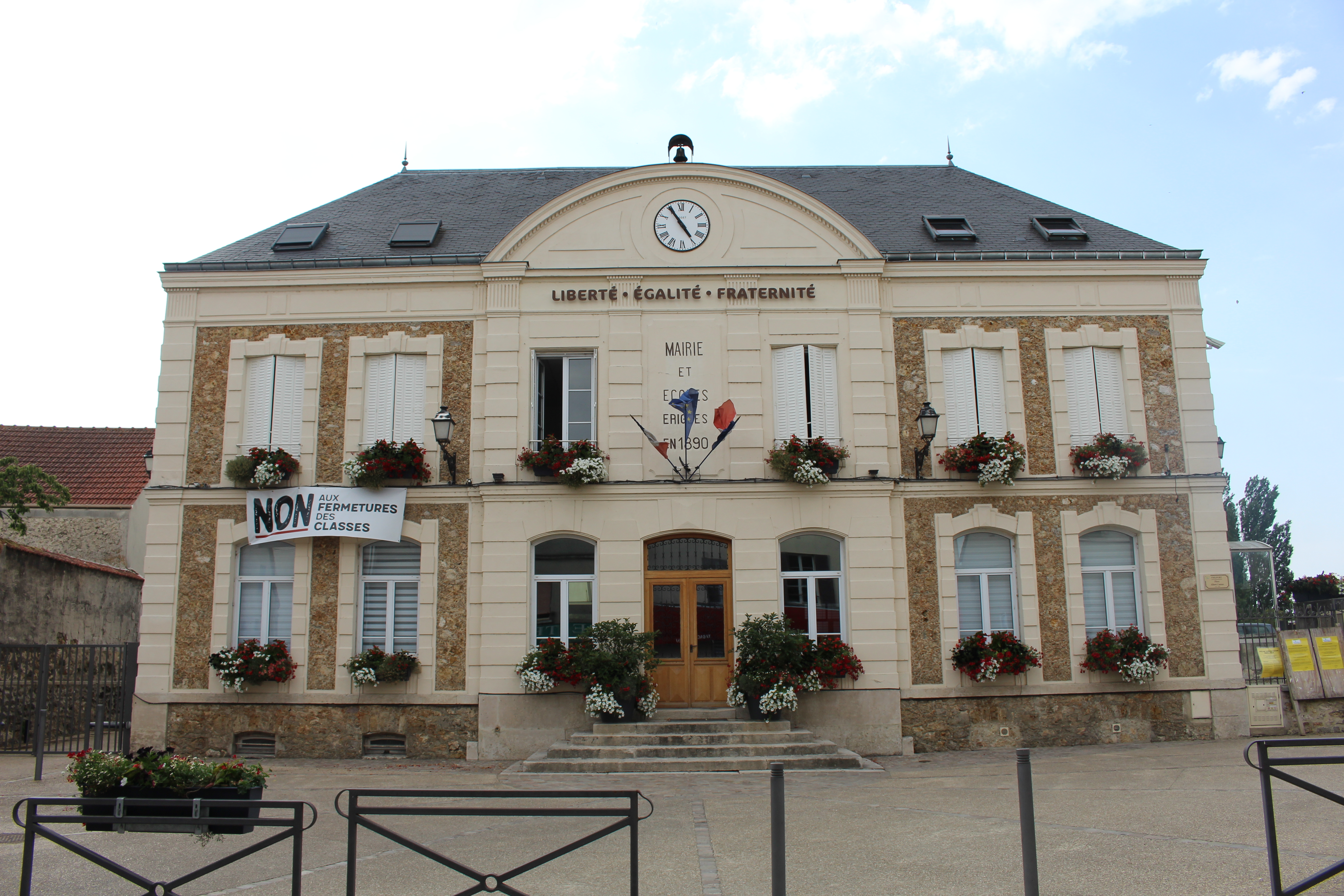
特里波尔市政厅

特里波尔的现任市长为让-米歇尔·莫雷尔先生（Jean-Michel MORER），他是一名左翼无党派人士，在2020年的市政选举中获得了60.03%的支持率。
在2022年的法国总统大选的第二轮选举中，法国第25任总统埃马纽埃尔·马克龙在特里波尔获得了53.71%的支持率。

## 人口
2022年，特里波尔市镇人口数量为5,107，在法国排名第2,188位。其中男性2,456人，女性2,625人，75岁及以上人口占6.3%，外籍人口数量为314人，人口密度为466人/平方公里，当地居民被称为（男性）或（女性）。2015至2021年间，特里波尔的人口增长率为0.3%。Nssces(2022)年，特里波尔境内出生59人，死亡人口32人。
| 特里波尔1901年－2022年人口变化情况 |
|                                    |
| 数据来源：Cassini、INSEE           |

## 经济
INSEE于2020年将特里波尔划入特里波尔就业区（Zone d'emploi de Trilport），并又于2022年将其划入特里波尔生活区（Bassin de vie de Trilport）。截至2025年1月，特里波尔市镇范围内共有各类用人单位（包含自雇）776家，比上一年同期新增13家；（塑料制品制造）、（汽车配件制造）及（零售）是当地2023年已公布营业额最高的三个企业，分别为64,495,619欧元、13,486,033欧元和8,732,018欧元。

## 财政与居民收入
2023年，特里波尔的财政收入总额为6,024,520欧元，财政支出总额为5,250,800欧元，当年的债务总额为4,849,440欧元。2023年，特里波尔市镇通过增值税获得273,800欧元的收入，此外当地还共获得了563,740欧元的国家直接财政补助。
| 特里尔波居民收入情况                             | 特里尔波居民收入情况 | 特里尔波居民收入情况 | 特里尔波居民收入情况 |
| 内容                                             | 特里尔波             | 塞纳-马恩省          | 法國                 |
| ------------------------------------------------ | -------------------- | -------------------- | -------------------- |
| 居民平均时薪                                     | 16.8欧元（2022年）   | 17.4欧元（2022年）   | 17欧元（2022年）     |
| 高级职员人均时薪                                 | 25.2欧元（2022年）   | 27.3欧元（2022年）   | 29.1欧元（2022年）   |
| 中级职员人均时薪                                 | 17.1欧元（2022年）   | 17.3欧元（2022年）   | 16.6欧元（2022年）   |
| 普通职员人均时薪                                 | 12.8欧元（2022年）   | 12.9欧元（2022年）   | 12.1欧元（2022年）   |
| 工人人均时薪                                     | 13.9欧元（2022年）   | 13.2欧元（2022年）   | 12.5欧元（2022年）   |
| 贫困率                                           | 7%（2021年）         | 12.4%（2021年）      | 14.5%（2021年）      |
| 青壮年（15至64岁）失业率                         | 10.1%（2021年）      | 10.7%（2021年）      | 10.4%（2021年）      |
| 家庭总数                                         | 1,916（2022年）      | 1085（2022年）       | 1,160（2022年）      |
| 征税家庭数量占比                                 | 55.5%（2023年）      | 62.4%（2022年）      | 44.8%（2022年）      |
| 家庭年均纳税                                     | 2,792欧元（2023年）  | 3,219欧元（2022年）  | 4,481欧元（2022年）  |
| 资料来源：INSEE、L'Internaute、Le Journal du Net |                      |                      |                      |

## 社会事务

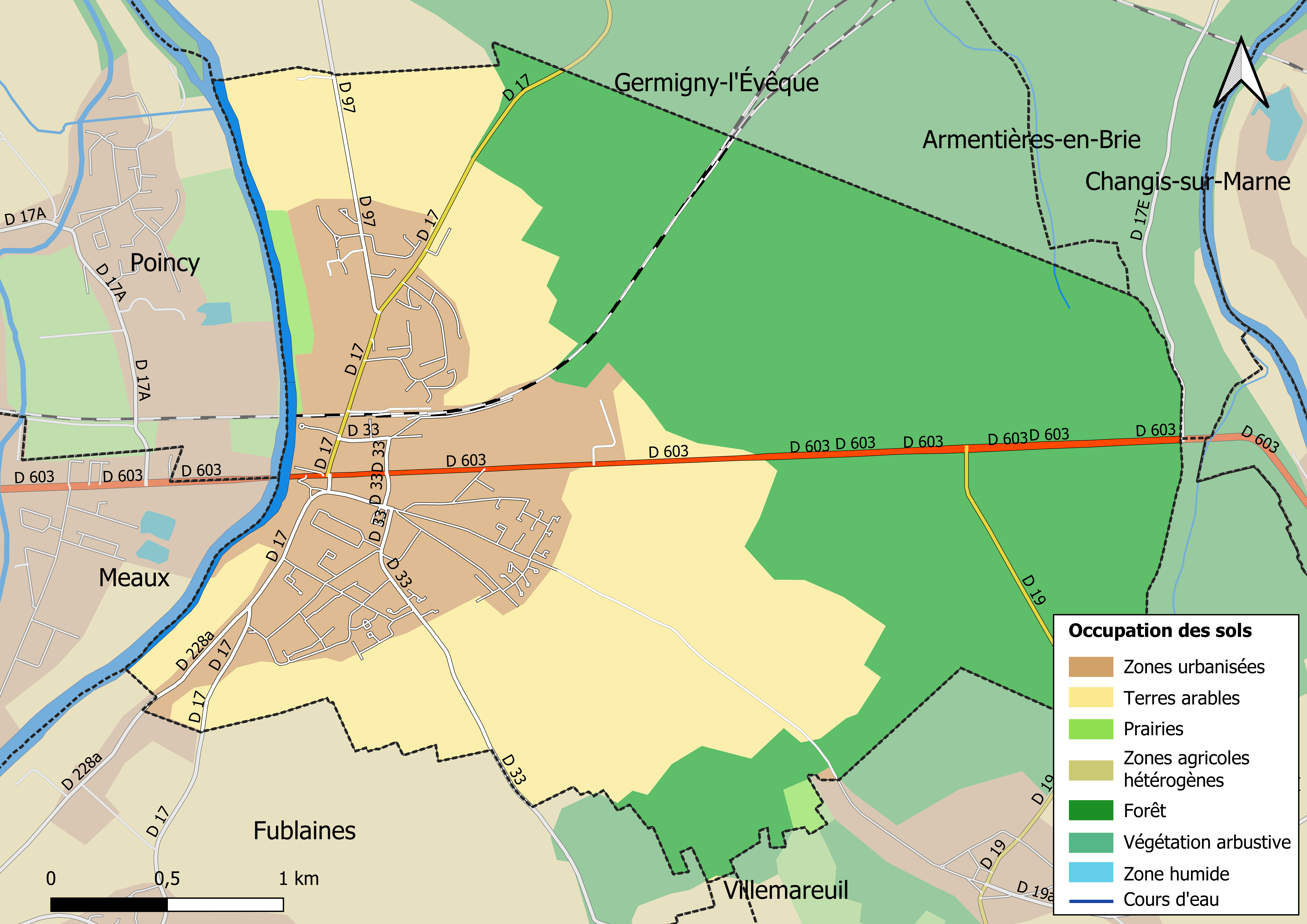
特里波尔土地利用情况地图

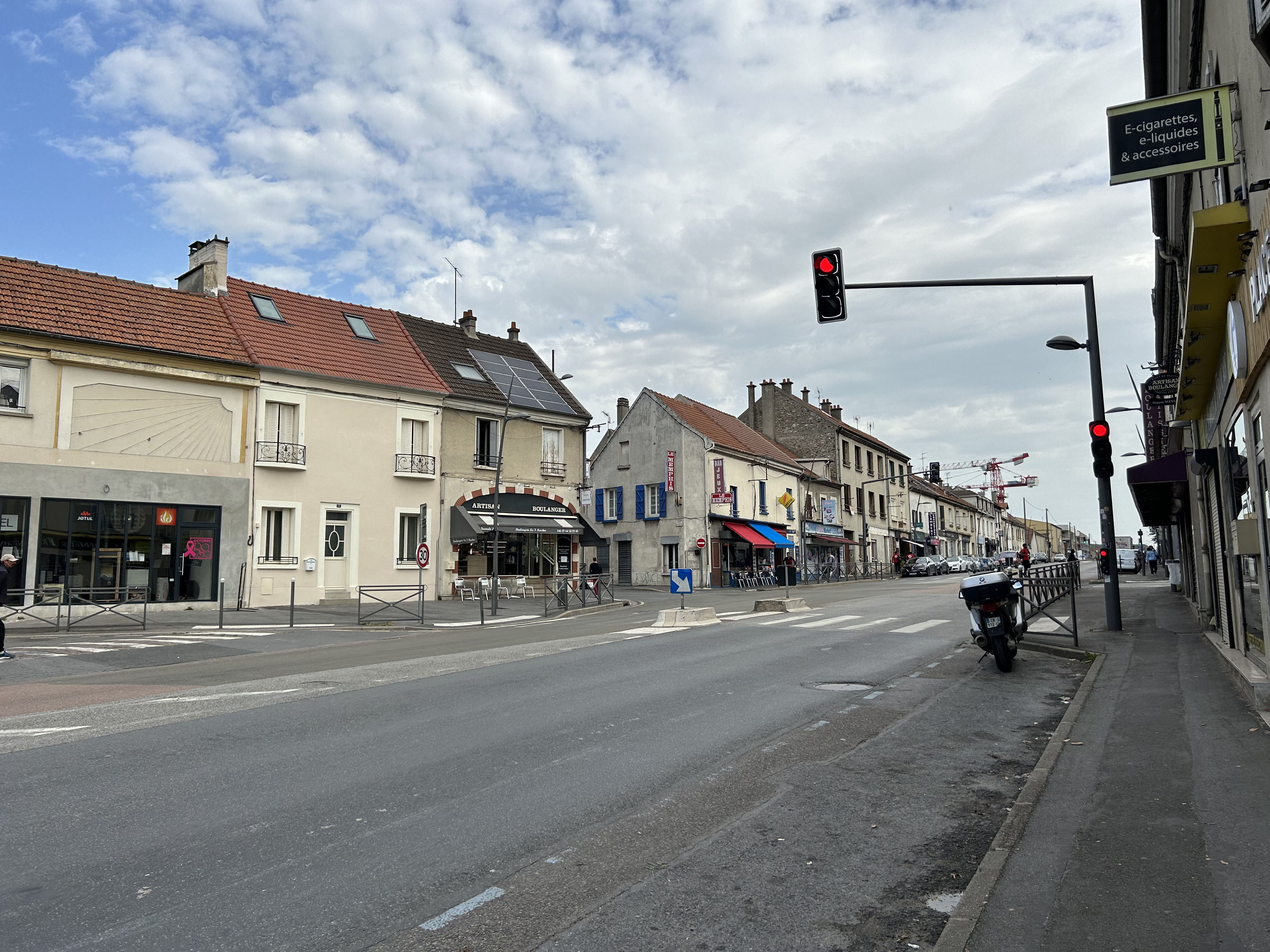
特里波尔镇中心的霞飞元帅街

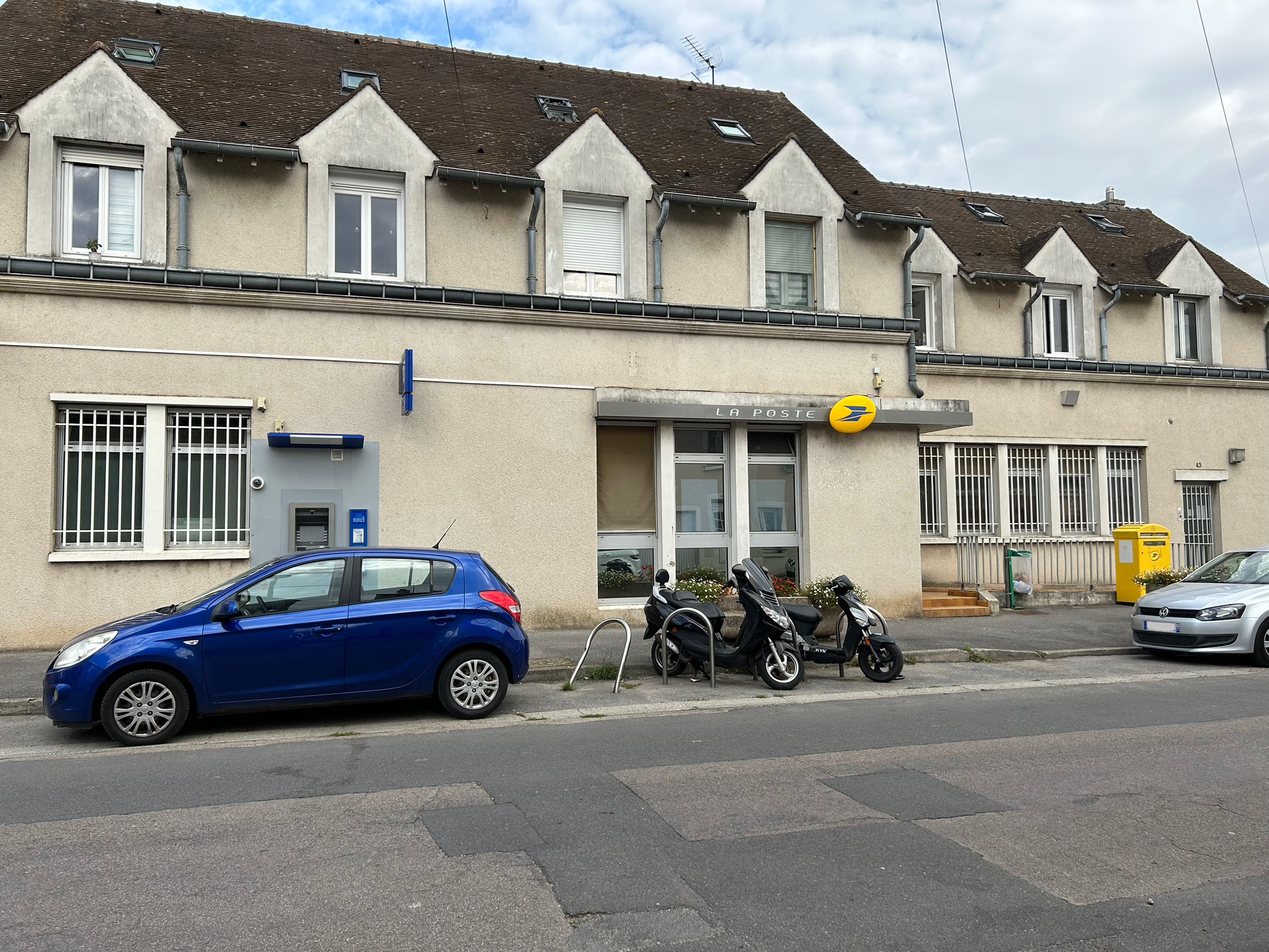
邮局

### 教育
特里波尔属于克雷泰伊学区。截至2023年1月1日，特里波尔境内共有1所幼儿园、2所小学和1所初级中学。2022至2023学年度，特里波尔境内共有在校中等教育阶段学生575名。

### 医疗
截至2023年1月1日，特里波尔境内共有全科医生6名、保健师2名、牙医5名、护士4名、药房2家。
距离特里波尔最近的区域性医疗机构为东法兰西岛大医院，其下属的莫城医院（Hôpital de Meaux）位于莫城市区西侧，距离特里波尔市区的正常车程大约13分钟，该院设有床位630个，是莫城区规模最大的公立综合性医院。

### 住房
2021年，特里波尔境内共有各类住房2,146套，其中79.5%为独立式住宅，19.2%为集中式住宅。常住房屋占特里波尔市镇范围内居民建筑总量的94.6%。2023年，特里波尔的居住税率为16.86%，不动产税率为42.86%（其中空置土地的不动产税率为72.62%）。
在住房保障政策方面，2023年，特里波尔境内共有835户家庭获得了家庭津贴补助，受益人数占总人口数量的16.4%，其中210份为房租补助。

### 商业
2021年，特里波尔境内共有各类实体商铺97家，其中餐厅9家、大型超市1家、杂货店3家、面包房2家、美容美发店7家、汽车维修店6家。特里波尔镇中心东侧建有一家家乐福超市。

### 体育
2023年，特里波尔境内共有1间体育馆、1座综合体育场、1处网球场、1处足球或橄榄球场以及1处篮球或排球场。
截至2025年6月，特里波尔足球体育会（US Football Trilport，编号500794）是特里波尔境内唯一的一家注册足球俱乐部，其主队2024至2025赛季参加塞纳-马恩省足球联赛丙组（法国第十一级别），其主场为拉努瓦耶里体育中心（Complexe Sportif de La Noyerie）。

### 环境
特里波尔的环境事务由其所属的莫城地区城市圈公共社区联合各级政府协调负责。2021年，特里波尔境内共有1家污染企业。

### 治安
2024年，特里波尔市镇范围内累计记录各类案件225起，其中盗窃类案件59起，人身侵犯类案件68起，毒品交易类案件20起。

## 文化

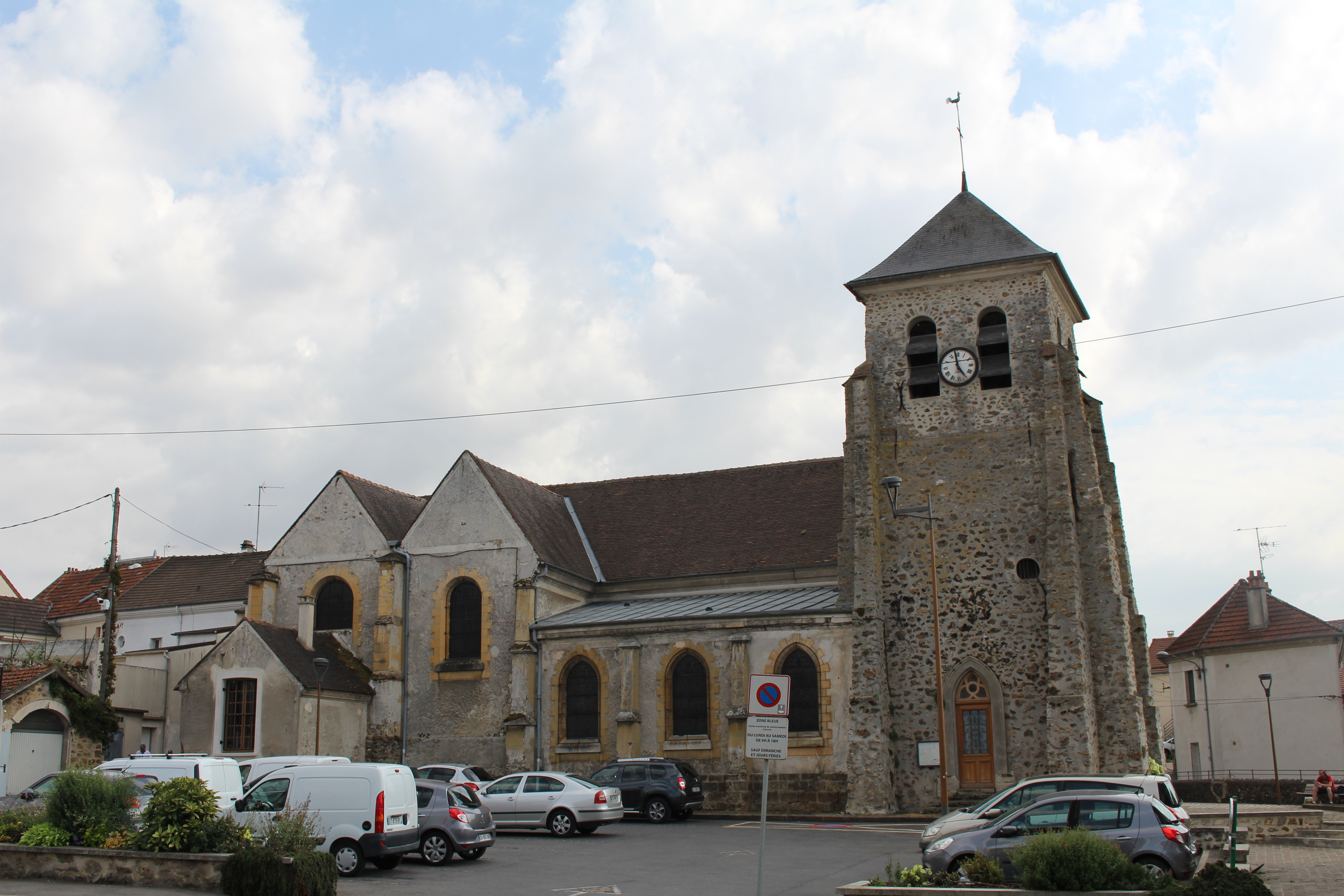
圣伯多禄教堂

2021年，特里波尔境内暂无任何文化设施。特里波尔市政府不定期组织多媒体移动巴士（Médiabus）活动。

### 建筑
截至2025年6月，特里波尔境内暂无法国国家文物保护单位，其镇中心的圣伯多禄教堂（Église Saint-Pierre de Trilport）是当地的一处地标性建筑物。

### 旅游
特里波尔的旅游事务由其所属的莫城地区城市圈公共社区联合各级政府协调负责。2024年，特里波尔境内共有0家酒店共计0间房间；另有1个露营地，可容纳共52辆露营车。

### 媒体
法国主要的媒体均可在特里波尔接收，法国电视三台下属的法兰西岛大区频道在部分时段播出特里波尔所在塞纳-马恩省的地方新闻。《巴黎人报》、Ici巴黎法兰西岛、BFM电视台法兰西岛频道等是当地主要的地方性媒体。

## 相关人物
法国大革命期间的将军马克西米利安·亨利·尼古拉·雅各布出生于特里波尔。

## 友好城市
截至2025年6月，特里波尔共与一座城市建立了友好城市关系：
- 德国 恩根